# Aiguille du Midi
Die Aiguille du Midi (3842 m) ist ein felsiger Vorposten im Mont-Blanc-Massiv südlich von Chamonix, das die Stadtmitte um 2800 m überragt. Der Gipfelbereich ist durch eine Seilbahn für den Tourismus erschlossen. Sie ist einer der beliebtesten Aussichtspunkte auf dem höchsten Gebirgszug der Alpen und ist Ausgangspunkt oder Ziel alpiner Bergtouren und Skitouren.

## Luftseilbahn

### Übersicht

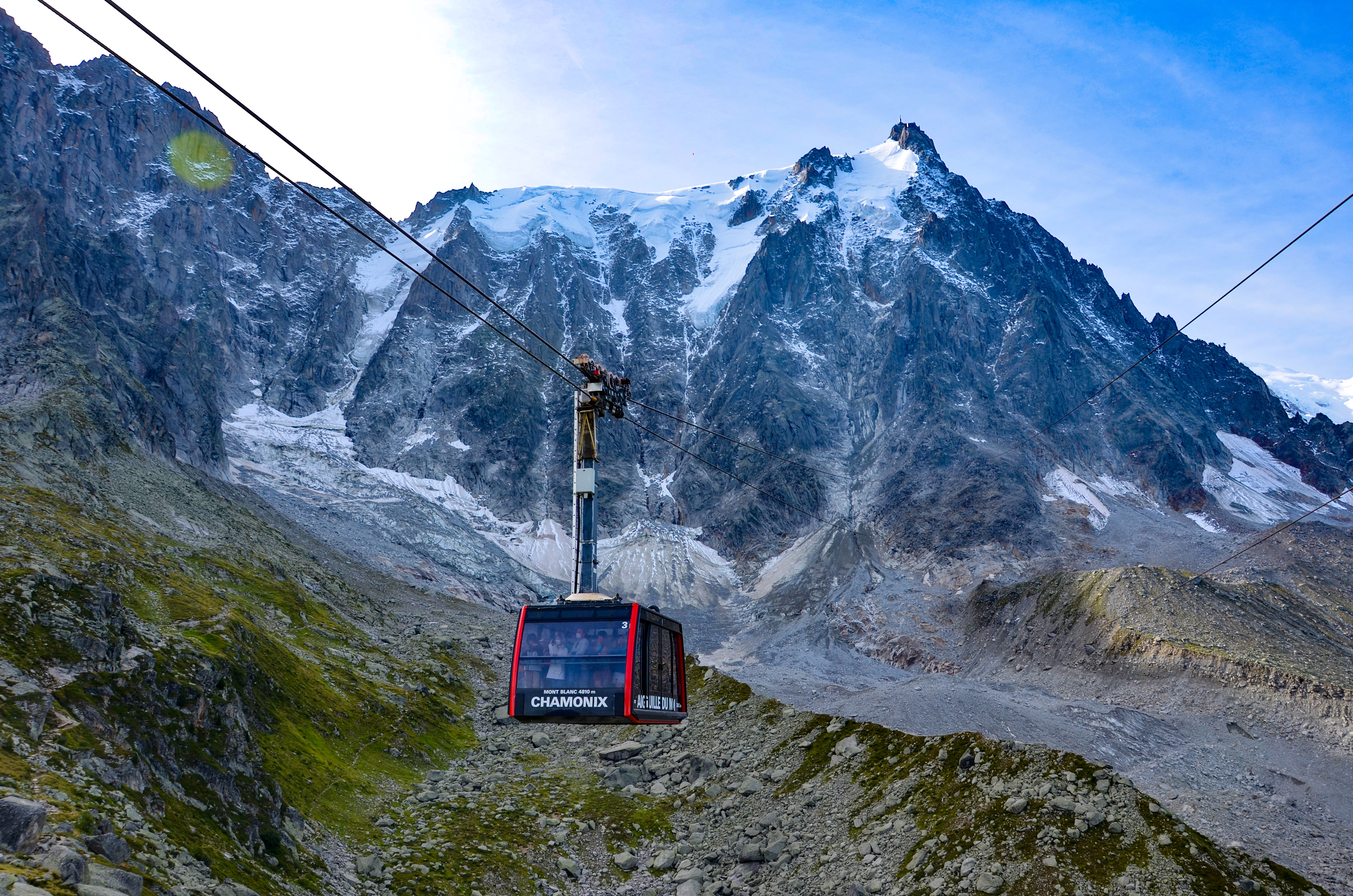
Luftseilbahn

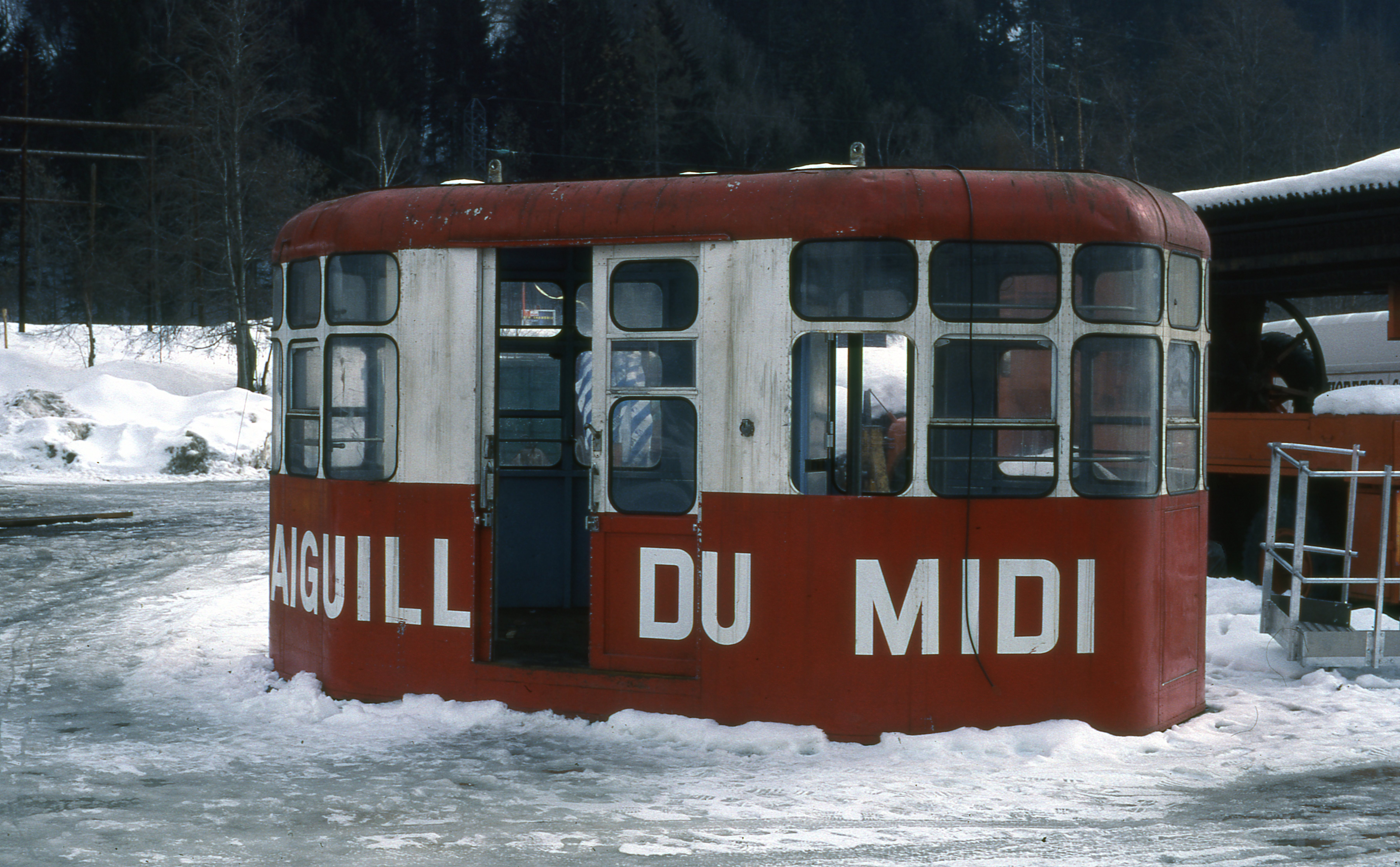
Gondel der ersten Generation der Telepherique de l’Aiguille du Midi

1955 wurde die Seilbahn Télépherique de l’Aiguille du Midi eröffnet. Sie führt von Chamonix in zwei Sektionen auf die Felsspitze. Von der Mittelstation auf der Plan de l’Aiguille (2310 m) hängt das Seil ohne Zwischenstützen kilometerlang und 1467 Meter hoch bis zur Bergstation. Dabei führt die Bahn zunächst über den Gletscher Les Pelerins und anschließend entlang der Nordseite der Aiguille du Midi. Bei der Eröffnung galt sie als die höchste Seilbahn der Welt (Höhe der Bergstation: 3777 m).
Seit der Eröffnung der Bahn auf das Klein Matterhorn in Zermatt Ende 1979 ist sie die Seilbahn mit der zweithöchstgelegenen Bergstation Europas. Die Bergstation mit Panoramaterrasse, Restaurant und Café zählt zu den meistbesuchten touristischen Attraktionen von Chamonix.
Die schnelle Auffahrt führt bei vielen empfindlichen Menschen zu Kopfschmerzen und anderen Symptomen der Höhenkrankheit.

### Geschichte
Die ersten konkreten Überlegungen zum Bau einer Seilbahn auf die Aiguille du Midi stammen von zwei Schweizer Ingenieuren aus dem Jahr 1905. Sie planten, den Weiler Les Pelerins mit dem Gipfel der Aiguille du Midi zu verbinden. Das Projekt stieß auf damals unüberwindliche technische Realisierungsschwierigkeiten und wurde abgebrochen.
Vier Jahre später versuchten sich erneut Menschen an der Herausforderung, diesmal handelte es sich um die französische Gesellschaft Funicular Railways. Ein Teilerfolg war die Eröffnung der ersten Seilbahnsektion Les Pelerins – La Para im Jahr 1924.
Die zweite Sektion La Para – Les Glaciers wurde drei Jahre später fertiggestellt. Die weiteren Planungen umschlossen zuerst eine dritte Sektion – deren wegen ihrer Form auch „Kaffeemühlen“ oder auch „Bügeleisen“ genannte Talstation heute noch auf 2400 m als Bauruine über Chamonix thront – auf die Aiguille di Midi, die aber wegen geologischer Probleme zuerst zum etwas niedriger gelegenen Col du Midi umgeplant wurde und schließlich ganz aufgegeben wurde. Von der Eröffnung der zweiten Sektion 1927 an behauptete die Seilbahngesellschaft, die Bergstation der zweiten Sektion wäre  die Seilbahn mit der höchsten Bergstation der Welt. Das stimmte zu keiner Zeit, denn die höchste Seilbahn der Welt war seinerzeit die 1926 in Betrieb gegangene Zugspitzbahn (2805 m). Die 1955 neu erbaute Seilbahn auf den Gipfel der Aiguille du Midi trug den Titel danach zu Recht, bis er an die 1979 errichtete Bahn auf das Klein Matterhorn in Zermatt ging.
Mit dem Ausbruch des Zweiten Weltkriegs und der Errichtung der Seilbahn Planpraz – Brévent wurde die Popularität der Seilbahn immer geringer und der Betrieb im Jahr 1951 eingestellt.
Der italienische Ingenieur Graf Dino Lora Totino, der zuvor eine Seilbahn zum Gipfel des Matterhorns geplant hatte, plante die Neuerrichtung der Seilbahn auf die Aiguille du Midi auf anderer Trasse mit einer nach links versetzten Talstation und neuer Mittelstation beim Plan du Midi. Nach vier Jahren intensiver Bauarbeiten war die Errichtung der beiden Sektionen der neuen Seilbahn Telepherique de l’Aiguille du Midi durch die deutsche Firma Heckel abgeschlossen, deren zweite Sektion noch heute den größten Höhenunterschied einer stützenlosen Seilbahn überwindet.
Im Jahr 1991 wurde die gesamte Anlage generalsaniert.

### Das Gipfelgebäude
Hier findet man neben einem Souvenirshop, einer Snackbar und einer Cafeteria auch ein Gourmet-Restaurant, passend zur Höhenlage 3842 genannt.
Daran befindet sich auch die Touristenattraktion Step into the Void. Sie wurde am 21. Dezember 2013 eröffnet. Step into the Void ist ein verglaster Raum mit Glasboden, der sich auf 3842 Metern Höhe vor der obersten Terrasse des Gebäudes befindet. Laut eigener Angabe soll der Skywalk die höchste Touristenattraktion in Europa sein.

### Sendeanlage am Gipfel
Auf der Gipfelspitze steht zudem eine relativ schwache Radio- und Fernseh-Sendeanlage. Ihre Signale sind mit einer Richtantenne einige hundert Kilometer weit empfangbar.

### Weitere Seilbahnen
Von der Aiguille du Midi führt die technisch einzigartige Kleinkabinenbahn Vallée Blanche über den Glacier du Géant zur Pointe Helbronner (Italien) auf 3462 m. Die Hin- und Rückfahrt dauert mit Ausgangspunkt Aiguille du Midi rund zwei Stunden, vom Talort Chamonix-Mont-Blanc aus zwischen vier und fünf Stunden. Die Pointe Helbronner wird von La Palud bei Courmayeur im Aostatal über das Rifugio Torino auf 3375 m ebenfalls mit einer Seilbahn erreicht. Somit überspannt ein System von mehreren Seilbahnen das gesamte Mont-Blanc-Massiv. Wegen der häufigen starken Winde über dem Glacier de Géant verkehrt die Seilbahn zur Pointe Helbronner allerdings nur unregelmäßig.

## Alpinismus

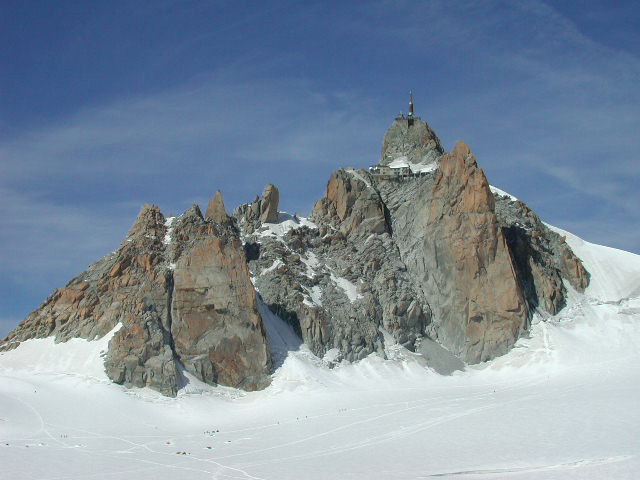
Südwand der Aiguille du Midi

Die Erstbesteigung des niedrigeren Nordgipfels erfolgte am 4. August 1818 durch den Polen Antoni Malczewski und sechs Führer. Am 5. August 1856 wurde auch der Südgipfel im Rahmen einer vom Grafen Ferdinand de Bouillé organisierten Expedition von J. Alexandre Devouassoud sowie A. und J. Simond erstmals bestiegen. Durch den Bau der Seilbahn gerieten die Normalwege auf die Aiguille du Midi allerdings in Vergessenheit.
Durch die Südwand führt eine Vielzahl an Sportkletterrouten; trotz der Nähe zur Seilbahn sollte man die große Höhe und die durchaus alpine Umgebung nicht außer Acht lassen. Bekannt wurde die Südwand durch die Route von Maurice Baquet und Gaston Rébuffat, welche die beiden am 13. Juli 1956 eröffneten und die heute nach dem Erstbegeher Rébuffatführe (VI+) heißt.
Von der Bergstation beginnt ein Anstieg auf den Mont Blanc (über die Schutzhütte Refuge des Cosmiques und Überschreitung des Mont Maudit).
Im Frühjahr ist die Aiguille du Midi der Ausgangspunkt für die hochalpine Skiroute Vallée Blanche, die über den Glacier de Géant und das Mer de Glace bis nach Montenvers bzw. bis Chamonix führt. Mit einer Länge von ca. 20 km und einem Höhenunterschied von 2800 m gilt sie als die längste mit Aufstiegshilfen zu erreichende Skiroute der Alpen.

## Bilder

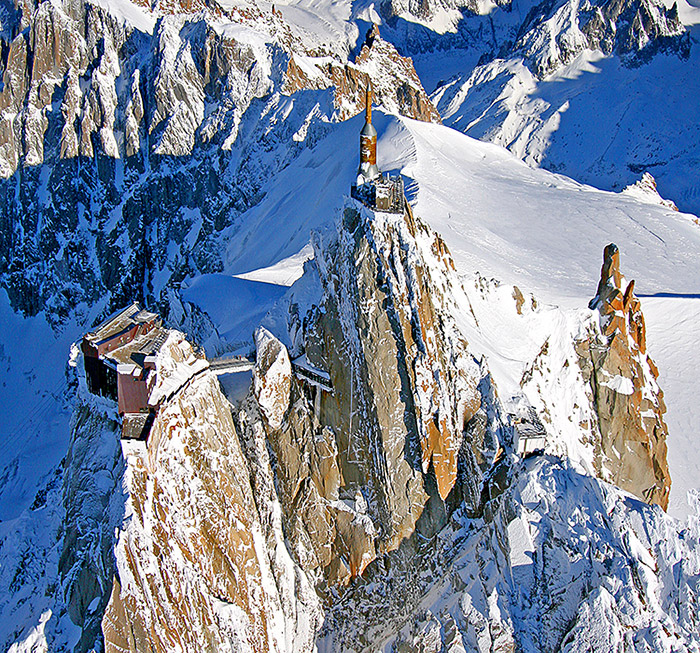
Aiguille du Midi
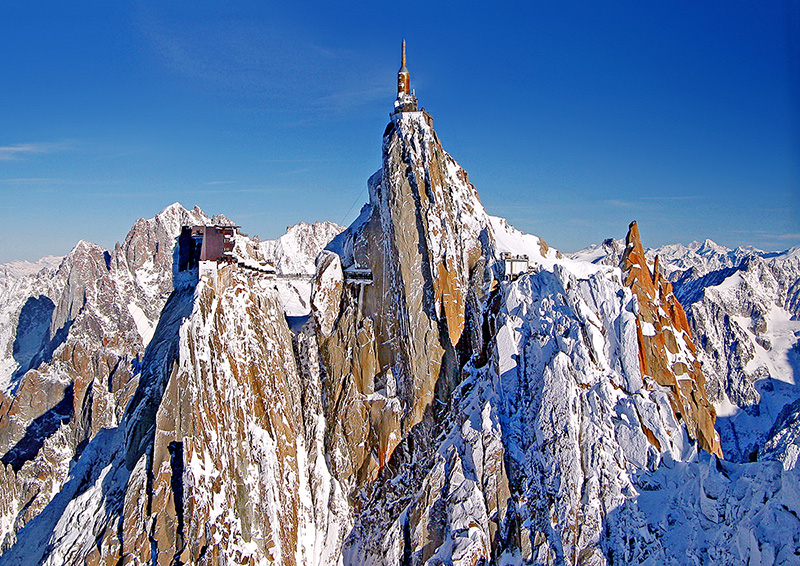
Aiguille du Midi aus dem Hubschrauber fotografiert
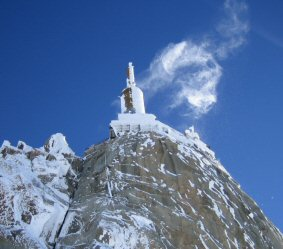
Aiguille du Midi im Winter
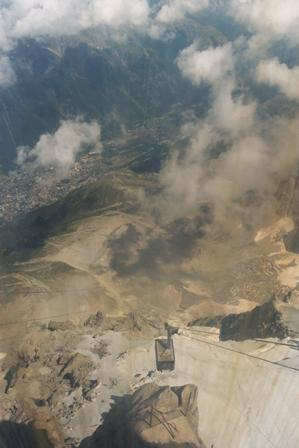
Talfahrt von der Aiguille du Midi mit der Seilbahn nach Chamonix
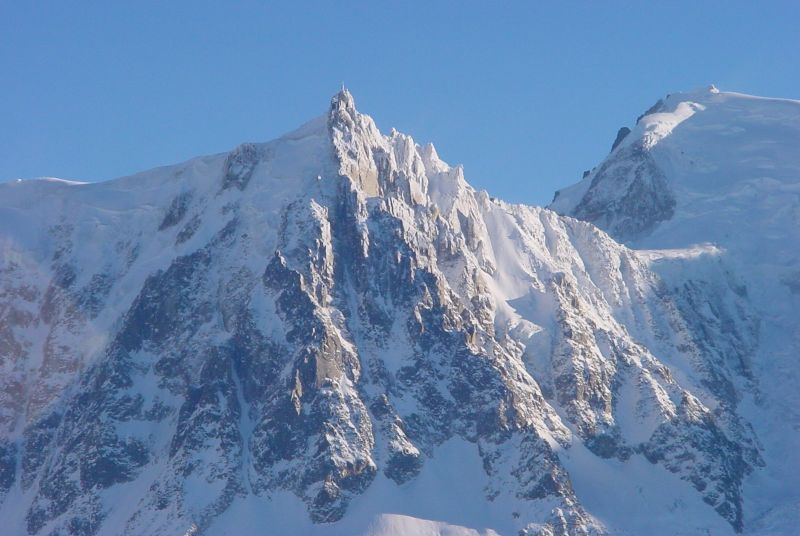
Nordseite im Winter
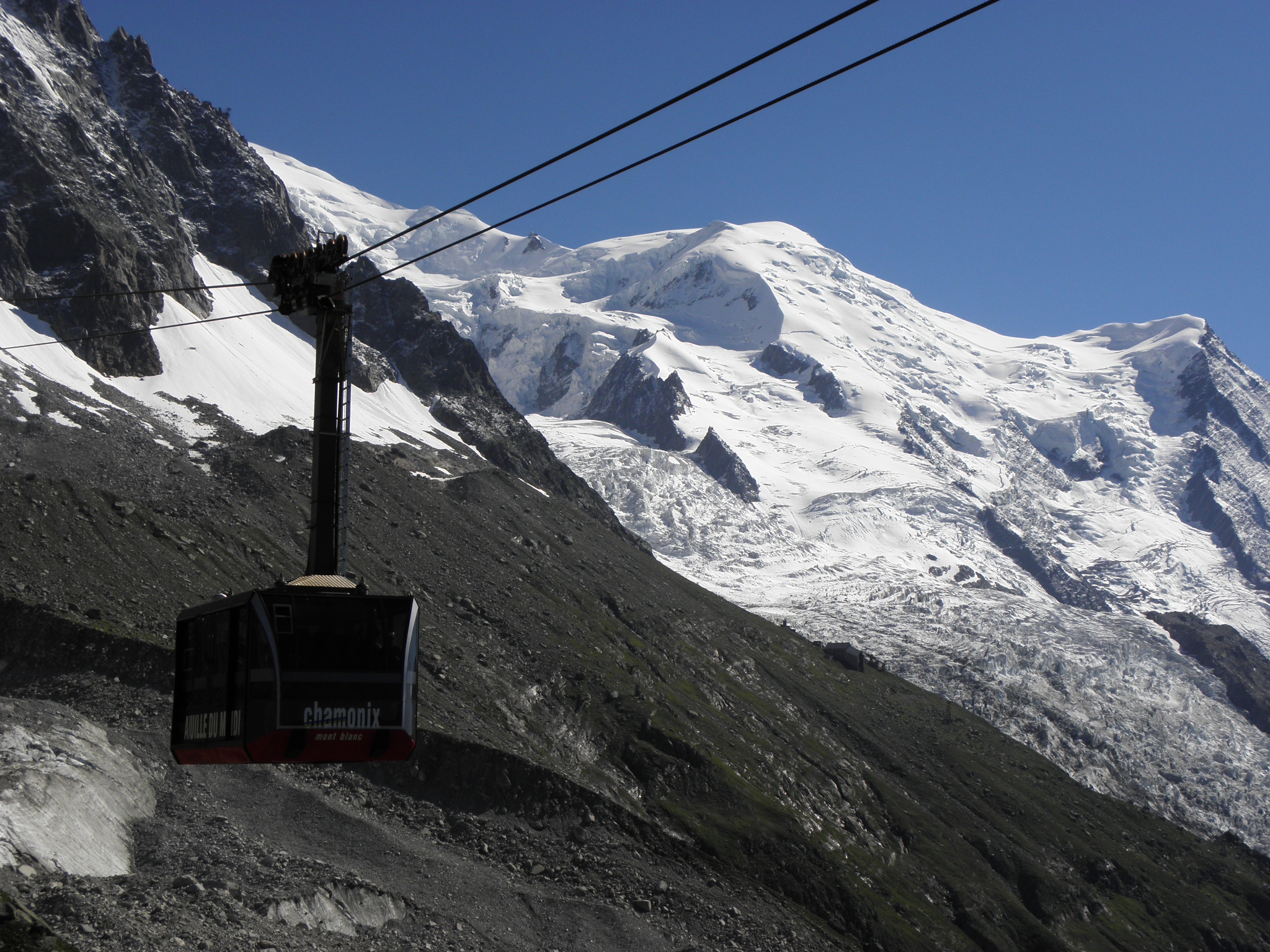
Gondel der Seilschwebebahn auf die Aiguille du Midi, von der Mittelstation Plan de l’Aiguille (2310 m) aus gesehen.
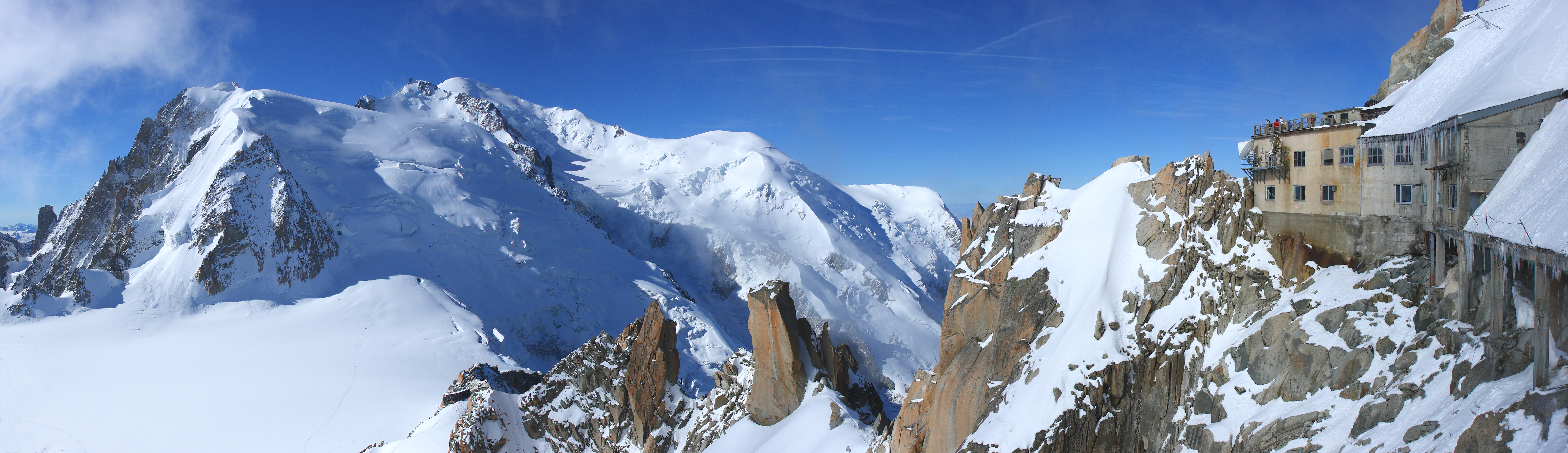
Panorama mit Mont Blanc und Bergstation
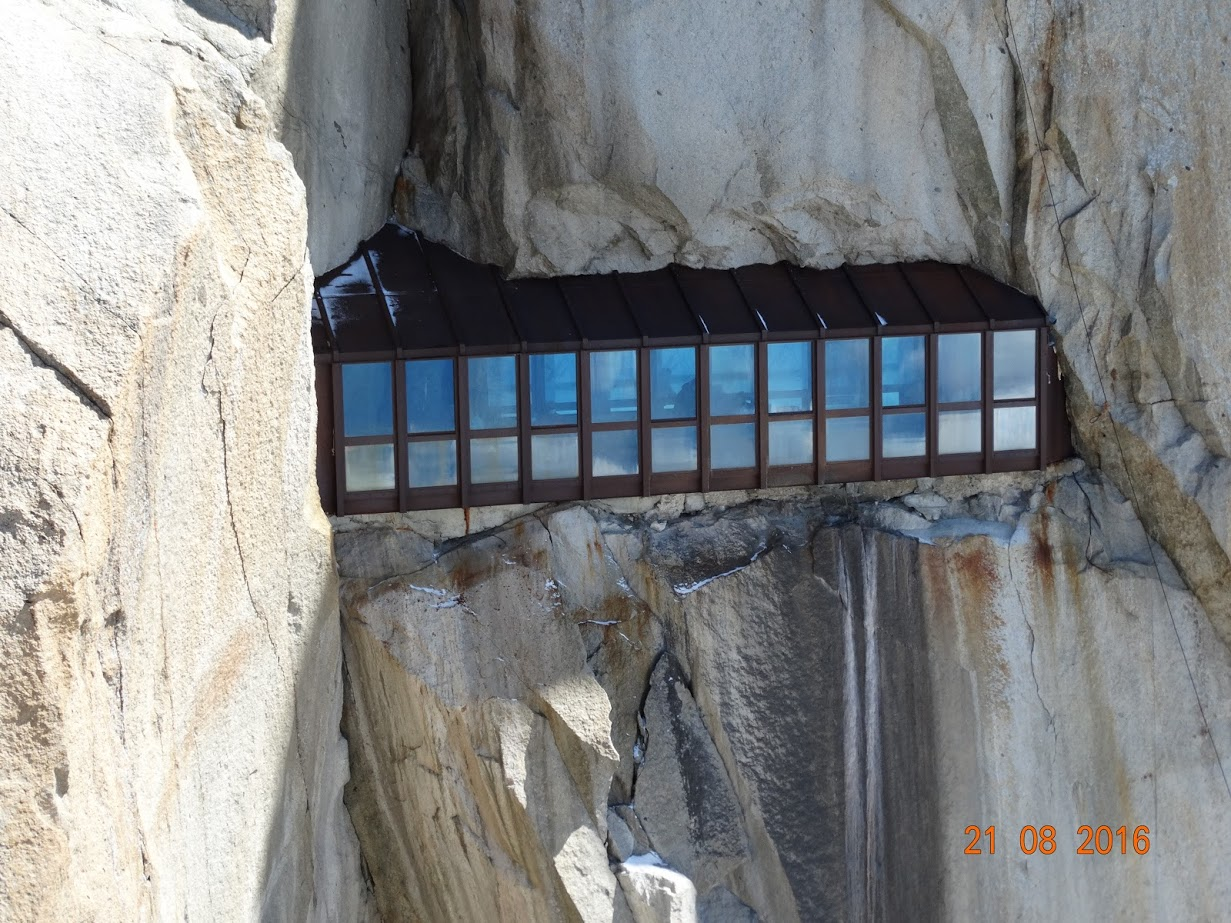
Überdachte Terrasse
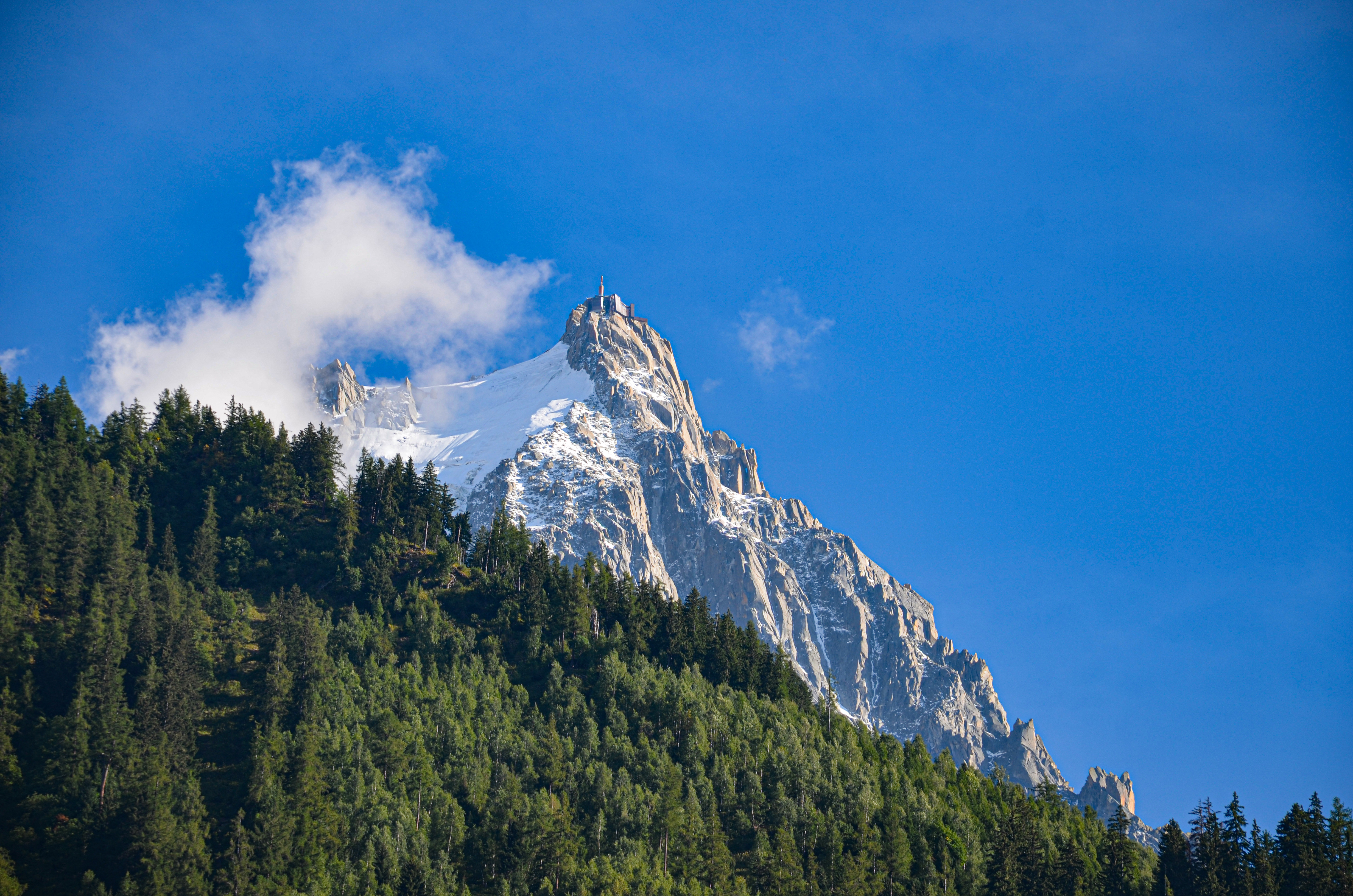
Blick auf die Aiguille du Midi von Chamonix aus
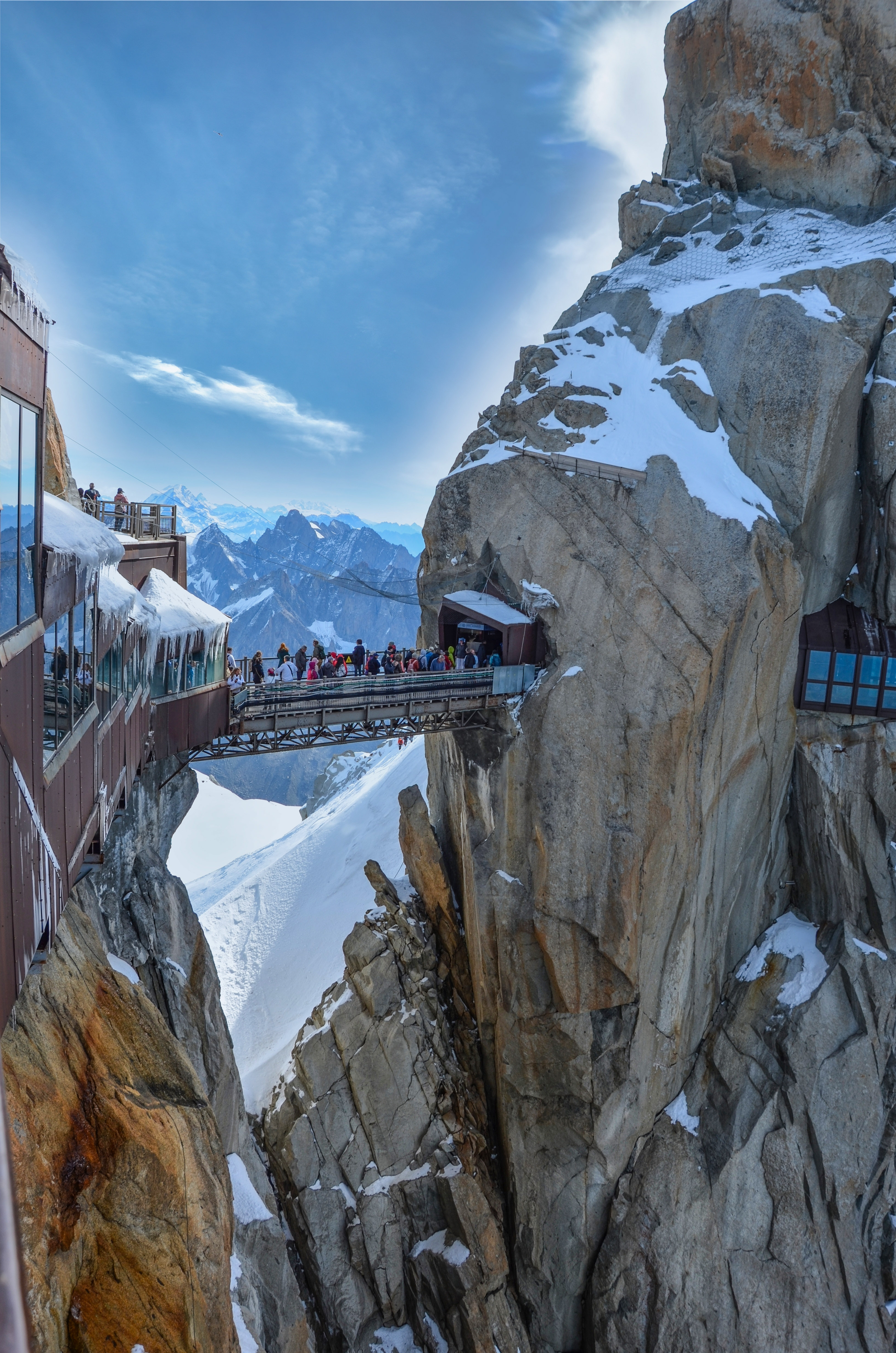
Fußgängerbrücke auf der Aiguille du Midi